# 1924年の宝塚歌劇公演一覧
本項目では、1924年の宝塚歌劇公演一覧（1924ねんのたからづかかげきこうえんいちらん）について示す。

## 一覧
（）内は、作者または演出者名。

### 宝塚公演

#### 花組
- 1月1日 - 1月31日　宝塚中劇場
  - 『笛が鳴る』（坪内士行）
  - 『古桺の歎き』（坪内士行）
  - 『マルタ』（塚田左一）
  - 『羅生門』（久松一聲）
  - 『リーラ號の難破』（ルジンスキー）

#### 月組
- 3月2日 - 3月31日　宝塚中劇場
  - 『燈臺守の娘』（森呑角）
  - 『褒姒』（麹町富士男）
  - 『政岡の局』（池田畑雄）
  - 『火とり蟲』（楳茂都陸平）
  - 『月下氷人』（岸田辰彌）

#### 花組
- 4月1日 - 4月15日　宝塚小劇場
  - 『七色鳥』（白井鐡造）
  - 『山の悲劇』（岸田辰彌）
  - 『大原車』（久松一聲）
  - 『能因法師』（山下凉草・改作）

#### 月組
- 4月15日 - 4月30日　宝塚小劇場

（花組・小劇場公演と同じ）

#### 花組
- 5月1日 - 5月21日　宝塚中劇場
  - 『昔噺帝釋天』（小野晴通）　
  - 『王者の劍』（岸田辰彌）
  - 『諧謔』（楳茂都陸平）
  - 『中山寺縁起』（久松一聲）
  - 『學生通辯』（大關柊郞）

#### 雪組
- 7月1日 - 7月18日　宝塚中劇場
  - 『音樂の力』（白井鐡造）
  - 『扇供養』（小野晴通）　
  - 『さゞなみ』（楳茂都陸平）
  - 『屋守の少將』（久松一聲）　　
  - 『ほんもの』（岸田辰彌）

#### 月・花組　宝塚大劇場杮落とし公演
- 7月19日 - 9月2日　宝塚大劇場
  - 『カチカチ山』（楳茂都陸平）
  - 『女郎蜘蛛』（坪内士行）
  - 『アミノオの功績』（杉村すえ子）
  - 『身替音頭』（久松一聲）
  - 『小さき夢』（岸田辰彌）

#### 月組
- 10月1日 - 10月21日　宝塚大劇場
  - 『正ちやんの冒險』（星朝風）
  - 『葛の葉』（堀正旗）
  - 『フルスピード』（坪内士行）　
  - 『お夏笠物狂』（久松一聲）　　
  - 『ジプシーライフ』（ルジンスキー）

#### 花・雪組
- 11月1日 - 11月30日　宝塚大劇場
  - 『佐保姫』（小野晴通）
  - 『鼎法師』（楳茂都陸平）　
  - 『眼』（岸田辰彌）
  - 『瓢明神繪卷』（久松一聲）　
  - 『エミリーの嘆き』（白井鐡造）

#### 11月の日曜日
- 宝塚大劇場
  - 『福は内』（久松一聲）

### 宝塚以外の公演
- 2月2日　和歌山

- 月組　2月9日　京都市公会堂
  - 『火取虫』（楳茂都陸平）
  - 『川霧』（坪内士行）
  - 『カヴァレリア・ルスチカーナ』

- 花組　3月26日　大阪・中央公会堂

- 月組　5月21日・22日　神戸・聚楽館

- 月組　5月28日・29日　名古屋・御園座

- 花組　6月1日　京都・岡崎公会堂

- 月組　6月7日　大阪・中央公会堂

- 花組　10月11日・12日　名古屋・御園座

- 月組　11月8日 - 11月11日　別府

- 月組　11月22日　京都・岡崎公会堂

- 花組　12月6日・7日　大阪・中央公会堂

- 花組　12月21日　神戸・聚楽館